# Chiperești, Iași
Chiperești este un sat în comuna Țuțora din județul Iași, Moldova, România.
Satul Chiperești a fost întemeiat de către Domnitorul Ghica Grigore Alexandru în secolul al XVIII-lea,cu ocazia înființării primei Fabrici de Postav din Moldova, în locul care se numea „Chipăreștii”.
Tot pe locul acela erau și morile de apă ale Mânăstirii Hrișca, pe care Domnitorul le- a cumpărat de la Mânăstire și a înființat pe locul lor Postăvăria,în jurul căreia muncitorii și- au construit casele lor, ulterior formând satul Chiperești.